# Эстес, Кларисса Пинкола
Клари́сса Пинко́ла Эстес (род. 27 января 1945) — американский поэт, философ, лауреат многочисленных премий, психоаналитик юнгианской школы, является основательницей недавно созданного Гваделупского Фонда — организации, посвятившей себя борьбе за права человека. Одно из направлений её деятельности — «терапия историями» в специальных радиопередачах, транслируемых в «горячие точки» по всему миру — туда, где особенно нуждаются в утешении и поддержке.

## Биография
Кларисса Пинкола Эстес автор нескольких книг о душе. Её работы опубликованы более, чем на 30 языках. Недавно её книги были изданы на персидском, турецком, китайском и сербском языках. Её книга «Бегущая с волками» в списке бестселлеров New York Times 145 недель
Как посттравматический специалист, Эстес начала свою работу в 1960 году в Edward Hines Jr. Veterans Hospital в Иллинойсе. Она работала с ветеранами первой и второй мировых войн, с солдатами корейской и вьетнамских войн, которые остались инвалидами.
Эстес разработала процедуру посттравматической работы для спасателей после землетрясения в Армении.
Является исполнительным директором «C. G. Jung Center for Education and Research», сооснователем и содиректором «Colorado Authors for Gay and Lesbian Equal Rights», основателем «C.P. Estés Guadalupe Foundation» в Колорадо.

## Награды
В 2006 Эстес была принята в зал славы The Colorado Women’s Hall of Fame.
Обладает премией Джозефа Кэмпбелла Keeper of the Lore Award.
В 1996 году певица Анни-Фрид Лингстад написала и исполнила песню «Kvinnor Som Springer» («Женщины, которые бегут») для альбома Djupa andetag, вдохновившись книгой "Women Who Run With the Wolves".

## Книги
- Women Who Run With the Wolves: Myths and Stories of the Wild Woman Archetype, (Ballantine 1992/ 1996, USA)
- The Gift of Story: A Wise Tale About What is Enough (Ballantine 1993, USA)
- The Faithful Gardener: A Wise Tale About that Which Can Never Die (Harper SanFrancisco 1996 USA)
- Tales of the Brothers' Grimm; 50 page introduction by Estés (BMOC/QPB special edition USA)
- Hero With A Thousand Faces, Joseph Campbell. 50 page introduction by Estés (Princeton University Press, Joseph Campbell 100th anniversary edition 2004, USA)
- La danza delle grandi madri: The Dance of the Grand Madri (Sperling & Kupfer/ Frassinelli, 2007, Milano, Italy)
- Donne che corrono coi lupi (Sperling & Kupfer/ Frassinelli, 1993, Milano, Italy)
- Forte è la Donna: dalla Grande Madre Bennedetta, insegnamenti per i nostri tempi (Sperling & Kupfer/ Frassinelli, May 2011, Milano, Italy)

На русском языке
- Бегущая с волками. 2001. Издательство: София. 5000 экз. ISBN 5-220-00376-3, 5-334-00055-3.
- Верный садовник. Мудрая сказка о том, что никогда не умрет. Издательство: София. 2005. 5000 экз. ISBN 5-9550-0640-0.
- Дар рассказа. Мудрая сказка о том, что такое "достаточно". Издательство: София. 2005. 5000 экз. ISBN 5-9550-0647-8.
- Бегущая с волками. Женский архетип в мифах и сказаниях. Издательство: София. 2004, 2007, 2008, 2009, 2011. По 5000 экз. ISBN 978-5-91250-157-9, ISBN 5-9550-0525-0.
- Освободите Сильную Женщину. Совершенная любовь благословенной матери к дикой душе, 384 стр., серия: "Кларисса Эстес представляет", издатель: "Эксмо", ISBN 978-5-699-64693-7